# Ансамбль песни и танца Республики Татарстан
Государственный ордена Дружбы народов ансамбль песни и танца Республики Татарстан (тат. Татарстан Республикасының Халыклар дуслыгы орденлы дәүләт җыр һәм бию ансамбле; в советское время — Ансамбль песни и танца Татарской АССР) — вокально-танцевальный ансамбль, созданный в Казани в 1937 году и давший первое выступление 30 апреля 1938 года; начиная с 1945 года хореографом коллектива был Файзи Гаскаров.

## История
21 августа 1937 года при Татарской государственной филармонии под руководством З. С. Ахметовой создается капелла, которая впоследствии преобразовывается в Ансамбль песни, музыки и танца.
Руководителем танцевальной группы стал солист Казанского городского оперного театра Юлий Адольфович Муко, окончивший балетную школу в Петербурге.
30 апреля 1938 году Ансамбль дает свой первый концерт, посвященный празднику 1 мая.
В военные годы Ансамбль создает несколько концертных фронтовых бригад, выступающих в тылу и на фронте.
В 1945 году в Ансамбль приходит балетмейстер Файзи Адгамович Гаскаров, под руководством которого выросло целое поколение танцоров-профессионалов.
За активную пропаганду татарской хоровой культуры и музыкального творчества народов СССР ансамблю в 1960 году присуждена премия имени Г. Тукая.
В 1967 году в Москве на Всесоюзном смотре профессиональных творческих коллективов, посвященном 50-летию Великой Октябрьской революции, Ансамбль занял II место.
В 1977 году ансамбль был признан лучшим из 37 стран участниц Международного Карфагенского фестиваля фольклорных коллективов в Тунисе.
C 1977 главным балетмейстером является Раиля Мухаметхановна Гарипова, поставившая за 40 лет работы в ансамбле более ста танцев.
В 1978 году художественным руководителем коллектива становится Лима Галеевна Кустабаева. Ею было поставлено свыше десятка концертно-творческих и театрализованных программ.
В 1988 году коллектив был удостоен звания Ордена Дружбы Народов.

## Художественные руководители
- 1938—1959 — Ахметова, Зулейха Саттаровна
- 1939—1940 — Ключарёв, Александр Сергеевич
- 1959—1965 — Айдаров, Жавдет Караматулович
- 1967—1968 — Абдуллин, Азгар Ханифович
- 1968—1970 — Ключарёв, Александр Сергеевич
- 1970—1972 — Губайдуллин, Рашид Гумарович
- 1974—1978 — Скалозубов, Геннадий Петрович
- 1978—1999 — Кустабаева, Лима Галиевна
- 1999—2004 — Валеев, Ринат Сулейманович
- 2005— н.в. — Хаметов, Айрат Ринатович

## Награды
- Лауреат всероссийских конкурсов (1939, 1945, 1978, 1986)
- Лауреат всесоюзного конкурса (1967)
- Лауреат Международного Карфагенского фестиваля фольклорных коллективов в Тунисе (1977)
- Республиканская премия имени Габдуллы Тукая (1960)
- Орден «Дружбы народов» (1988)